# Strade provinciali della provincia di Bergamo
Questo è un elenco delle strade provinciali presenti sul territorio della provincia di Bergamo.

## SP 1-SP 186
| Numero                 | Percorso                                                                                | Lunghezza (km) |
| ---------------------- | --------------------------------------------------------------------------------------- | -------------- |
|                        | Lenna-Piazza Brembana                                                                   | 3,100          |
|                        | Lenna-Foppolo                                                                           | 20,300         |
|                        | SP2-Roncobello                                                                          | 5,350          |
|                        | Moio de' Calvi-Valnegra                                                                 | 1,268          |
|                        | Branzi-Carona                                                                           | 2,330          |
|                        | Cugno (Santa Brigida)-Valtorta                                                          | 10,830         |
|                        | SP6-Ornica                                                                              | 3,030          |
|                        | Olmo al Brembo-Cusio                                                                    | 8,850          |
|                        | SS470-Piazzatorre                                                                       | 2,420          |
|                        | SS470-Piazzolo                                                                          | 0,750          |
| della Valle Imagna     | Almè-Sant'Omobono Terme                                                                 | 15,240         |
|                        | SP14-Costa Valle Imagna                                                                 | 13,515         |
|                        | Ponte Giurino (Berbenno)-Blello                                                         | 11,420         |
|                        | Sant'Omobono Terme-Fuipiano Imagna                                                      | 9,465          |
|                        | Brancilione (Corna Imagna)-Corna Imagna                                                 | 4,030          |
|                        | Sant'Omobono Terme-Brumano                                                              | 8,210          |
|                        | Sant'Omobono Terme-Valsecca                                                             | 2,300          |
|                        | Valsecca-Valico Cà Perucchini (Costa Valle Imagna)                                      | 10,015         |
|                        | Sedrina-Ubiale Clanezzo                                                                 | 1,145          |
| della Val Brembilla    | Sedrina-Olda (Taleggio)                                                                 | 25,550         |
| della Val Taleggio     | San Giovanni Bianco-Confine con prov. LC presso Avolasio (Vedeseta)                     | 17,325         |
|                        | San Pellegrino Terme-Serina                                                             | 15,225         |
| della Valle Serina     | Ambria (Zogno)-Colle di Zambla                                                          | 23,180         |
|                        | SP27-Selvino                                                                            | 10,850         |
|                        | SP29bis - Camerata Cornello                                                             | 1,550          |
| bis                    | SS 470-Camerata Cornello                                                                | 2,370          |
|                        | SP27-Costa Serina                                                                       | 6,102          |
|                        | Serina-Aviatico                                                                         | 10,235         |
|                        | Brembilla-Berbenno                                                                      | 6,100          |
|                        | SP27-Bracca                                                                             | 2,200          |
|                        | Bergamo-Nembro                                                                          | 5,765          |
|                        | SP35-SS671                                                                              | 1,454          |
|                        | Nembro-Aviatico                                                                         | 14,740         |
|                        | Gorle-SP37dir                                                                           | 0,730          |
|                        | SP37-SP38                                                                               | 0,340          |
|                        | Ranica-Gorle                                                                            | 3,383          |
|                        | Albino-Casazza                                                                          | 12,529         |
| della Valle Rossa      | Cene-Ranzanico                                                                          | 14,046         |
|                        | Cene-Gazzaniga                                                                          | 0,524          |
|                        | SP40-SS42                                                                               | 0,587          |
| var                    | variante di Ranzanico                                                                   | 0,615          |
|                        | Gazzaniga-Aviatico                                                                      | 12,220         |
| della Val Gandino      | Fiorano al Serio-Gandino                                                                | 4,220          |
|                        | SP42-SP43bis                                                                            | 0,344          |
|                        | Leffe-Peia                                                                              | 1,370          |
|                        | SP43-Gandino                                                                            | 0,264          |
|                        | SS671-Gandino                                                                           | 3,420          |
|                        | variante di Casnigo                                                                     | 1,584          |
|                        | Ponte Nossa-Colle di Zambla                                                             | 13,975         |
|                        | Ponte Nossa-Premolo                                                                     | 2,210          |
|                        | SP49-Parre                                                                              | 1,423          |
|                        | SS671-Valbondione                                                                       | 22,881         |
| bis                    | Gromo-Valgoglio                                                                         | 4,660          |
|                        | SP49-Clusone                                                                            | 2,717          |
| bis                    | Villa d'Ogna-Oltressenda Alta                                                           | 3,212          |
|                        | SS671-Villa d'Ogna                                                                      | 4,023          |
|                        | SP49-Ardesio                                                                            | 0,050          |
|                        | Sovere-Bossico                                                                          | 5,898          |
|                        | Costa Volpino-Confine con prov. BS presso Pisogne                                       | 2,156          |
|                        | SP55-SS42                                                                               | 1,215          |
| bis                    | SS671-SP63                                                                              | 0,517          |
| dir                    | Rovetta-Fino del Monte                                                                  | 0,733          |
| dir/1                  | SS671-Rovetta                                                                           | 0,570          |
|                        | Castello (Colere)-Vilminore                                                             | 14,414         |
|                        | Dezzo di Scalve (Azzone)- Confine con prov. BS presso Borno                             | 5,031          |
|                        | Dezzo di Scalve (Azzone)-Schilpario                                                     | 8,552          |
|                        | Sant'Andrea (Vilminore di Scalve)-SS294                                                 | 4,945          |
|                        | Leffe-SP40                                                                              | 4,780          |
|                        | Onore-SP57                                                                              | 1,492          |
|                        | SP46-Gorno                                                                              | 0,727          |
|                        | Pradalunga-Trescore Balneario                                                           | 12,495         |
|                        | SP65-Scanzorosciate                                                                     | 3,608          |
| dir                    | SP66-Nembro                                                                             | 0,232          |
| var                    | variante di Villa di Serio                                                              | 1,028          |
|                        | Alzano Lombardo-Pedrengo                                                                | 4,945          |
| dir                    | SP67-Gorle                                                                              | 0,276          |
|                        | Scanzorosciate-Tribulina                                                                | 3,230          |
|                        | Pedrengo-Torre de' Roveri                                                               | 1,950          |
|                        | Albano Sant'Alessandro-Negrone (Scanzorosciate)                                         | 2,750          |
|                        | SS42-Borgo di Terzo                                                                     | 0,460          |
|                        | Monasterolo del Castello-Endine Gaiano                                                  | 7,897          |
|                        | Piangaiano-Riva di Solto                                                                | 5,800          |
| dir                    | Solto Collina-Fonteno                                                                   | 3,485          |
| var                    | variante di Endine Gaiano                                                               | 0,468          |
|                        | Tavernola Bergamasca-Parzanica                                                          | 12,608         |
|                        | Villongo-SS42                                                                           | 25,071         |
|                        | SP79-Viadanica                                                                          | 1,874          |
|                        | Villongo-Foresto Sparso                                                                 | 4,505          |
|                        | Credaro-Gandosso                                                                        | 5,447          |
|                        | Tagliuno (Castelli Calepio)-Confine con prov. BS presso Capriolo                        | 1,245          |
|                        | Tagliuno (Castelli Calepio)-Quintano (Castelli Calepio)                                 | 2,170          |
|                        | SP91bis-SP85dir                                                                         | 1,910          |
|                        | SP85-Confine con prov. BS presso Palazzolo sull'Oglio                                   | 0,835          |
|                        | Telgate-Grumello del Monte                                                              | 0,475          |
| var                    | variante di Telgate                                                                     | 2,268          |
|                        | Calcinate-Trescore Balneario                                                            | 12,746         |
|                        | SP89-Zandobbio                                                                          | 0,375          |
| della Val Calepio      | Albano Sant'Alessandro-Sarnico                                                          | 7,990          |
|                        | Seriate-Grumello del Monte                                                              | 12,782         |
|                        | variante di Grumello del Monte                                                          | 0,985          |
|                        | Bagnatica-Cavernago                                                                     | 2,480          |
| Calciana               | Palosco-Cividate al Piano                                                               | 2,115          |
| var                    | Mornico al Serio-Calcio                                                                 | 9,195          |
|                        | Cortenuova-SP102                                                                        | 4,271          |
|                        | Martinengo-Confine con prov. BS presso Pontoglio                                        | 5,544          |
|                        | Romano di Lombardia-Cividate al Piano                                                   | 6,910          |
|                        | Covo-Calcio                                                                             | 4,345          |
|                        | Romano di Lombardia-SS11                                                                | 2,232          |
| dir                    | SS498-SP103                                                                             | 2,390          |
| var                    | variante di Camisano                                                                    | 1,220          |
|                        | Pumenengo-confine con prov. CR presso Fontanella                                        | 11,468         |
|                        | Calcio-Confine con prov. CR presso Torre Pallavicina                                    | 7,122          |
| var                    | SS11-SP106                                                                              | 0,770          |
|                        | Azzano San Paolo-Grassobbio                                                             | 2,125          |
|                        | Orio al Serio-SP115                                                                     | 1,960          |
|                        | Seriate-Grassobbio                                                                      | 1,350          |
|                        | Stezzano-Spirano                                                                        | 6,520          |
|                        | Comun Nuovo-Levate                                                                      | 2,028          |
|                        | Verdello-Caravaggio                                                                     | 9,005          |
|                        | Pontirolo Nuovo-Mornico al Serio                                                        | 20,145         |
|                        | SS42-SP127                                                                              | 1,667          |
|                        | SP126-Brignano                                                                          | 1,300          |
|                        | Treviglio-Cologno al Serio                                                              | 9,169          |
|                        | Treviglio-Morengo                                                                       | 7,720          |
|                        | Bariano-Confine con prov. MI presso Cassano d'Adda                                      | 9,209          |
|                        | SP121-SP132dir                                                                          | 1,125          |
| dir                    | variante di Caravaggio                                                                  | 5,217          |
|                        | Treviglio-Confine con prov. CR presso Calvenzano                                        | 4,483          |
| var                    | Treviglio-Calvenzano                                                                    | 0,855          |
|                        | Calvenzano-Confine con prov. CR presso Misano Gera d'Adda                               | 4,748          |
|                        | Confine con prov. MI presso Casirate d'Adda-Confine con prov. CR presso Casirate d'Adda | 0,450          |
|                        | Brembate-Treviglio                                                                      | 8,216          |
|                        | Boltiere-Treviglio                                                                      | 6,149          |
| dir                    | SP142-SP122                                                                             | 0,435          |
|                        | Pontirolo Nuovo-Fara Gera d'Adda                                                        | 3,382          |
|                        | SS671 A.I.-Treviolo                                                                     | 3,442          |
|                        | SS470dir-Briolo (Ponte San Pietro)                                                      | 1,503          |
|                        | Ponte San Pietro-Capriate                                                               | 9,905          |
|                        | Filago-Brembate                                                                         | 2,270          |
|                        | Ambivere-Bonate Sopra                                                                   | 3,719          |
|                        | Bonate Sotto-Suisio                                                                     | 4,262          |
|                        | Madone-Bottanuco                                                                        | 3,011          |
|                        | Terno d'Isola-Madone                                                                    | 4,032          |
|                        | Terno d'Isola-Medolago                                                                  | 2,668          |
|                        | Ponte San Pietro-Confine con prov. MI presso Calusco d'Adda                             | 11,638         |
|                        | Ponte San Pietro-Sotto il Monte                                                         | 5,049          |
|                        | Villa d'Adda-Cisano                                                                     | 3,125          |
| var                    | variante di Villa d'Adda                                                                | 2,800          |
|                        | Calusco d'Adda-Capriate                                                                 | 10,572         |
|                        | SS342-Odiago (Pontida)                                                                  | 1,783          |
| della Roncola          | SP14-SP16                                                                               | 13,280         |
|                        | Almenno San Bartolomeo-Ponte San Pietro                                                 | 4,255          |
|                        | Almenno San Salvatore-San Sosimo (Palazzago)                                            | 4,975          |
| var                    | SP175-SS342                                                                             | 0,440          |
|                        | Barzana-Palazzago                                                                       | 3,420          |
| var                    | SP175-SP176                                                                             | 0,750          |
|                        | Caprino Bergamasco-Confine con prov. LC presso Favirano (Torre de' Busi)                | 6,650          |
|                        | Torre de' Busi - Valcava                                                                | 11,705         |
| Industriale dell'Isola | A4 presso Capriate-Filago                                                               | 3,628          |
|                        | Boltiere-Capriate                                                                       | 4,730          |
| bis                    | Canonica d'Adda-Fara Gera d'Adda                                                        | 5,565          |
| Rivoltana              | Confine con prov. CR presso Arzago d'Adda-Mozzanica                                     | 10,943         |
| Paloscana              | SP87var-SS573                                                                           | 3,845          |

## SP ex SS fino al 2021
Questo è invece un elenco delle strade statali diventate provinciali ai sensi del decreto legislativo n. 112 del 1998 e della Legge Regionale n. 1 del 2000, presenti sul territorio della provincia di Bergamo:
- SP ex SS 11 Padana Superiore
- SP ex SS 42 del Tonale e della Mendola, (tratto ex ANAS gestito dalla provincia: Treviglio - Bergamo)
- SP ex SS 294 della Valle di Scalve
- SP ex SS 342 Briantea, (tratto ex ANAS gestito dalla provincia: Bergamo - confine con la provincia di Lecco)
- SP ex SS 469 Sebina Occidentale
- SP ex SS 472 Bergamina
- SP ex SS 498 Soncinese
- SP ex SS 525 del Brembo
- SP ex SS 573 L'Ogliese
- SP ex SS 591 Cremasca
- SP ex SS 639 dei Laghi di Pusiano e di Garlate
- SP ex SS 671 della Val Seriana.

## SP ex SS dal 2021
Nel 2020 diverse ex-SS vengono reintegrate sotto la gestione dell'ANAS. Restano sotto la competenza della Provincia le seguenti Strade Provinciali:
- SP ex SS 42 del Tonale e della Mendola, (tratto ex ANAS gestito dalla provincia: Treviglio - Bergamo)
- SP ex SS 342 Briantea, (tratto ex ANAS gestito dalla provincia: Bergamo - km 10,000 (vecchio tracciato)
- SP ex SS 470 della Valle Brembana (tratto ex ANAS gestito dalla provincia: Bergamo (fine centro abitato) - Villa d'Almè)
- SP ex SS 472 Bergamina
- SP ex SS 498 Soncinese
- SP ex SS 525 del Brembo
- SP ex SS 573 L'Ogliese
- SP ex SS 591 Cremasca
- SP ex SS 671 della Val Seriana (tratto ex ANAS gestito dalla provincia: Treviolo - Nembro-Cene (innesto con SS 42))

## Riclassificazioni
| Numero             | Percorso                                                                     | TIpologia |
| ------------------ | ---------------------------------------------------------------------------- | --- |
|                    | Piazza Brembana-Mezzoldo                                                     | Inclusa nella SS470                                                                                            |
|                    | Mezzoldo-Passo San Marco                                                     | Inclusa nella SS470                                                                                            |
|                    | Pontesecco (Ponteranica)-Sorisole                                            | Declassata a strada comunale                                                                                   |
|                    | SP12-Ponteranica                                                             | Declassata a strada comunale                                                                                   |
|                    | SP14-Strozza                                                                 | Declassata a strada comunale                                                                                   |
|                    | ???-???                                                                      | ??? |
|                    | Nembro-Clusone                                                               | Tratto riclassificato come SS671 nel 1995. Il tratto attuale denominato SP 35 è la superstrada Bergamo-Nembro. |
|                    | Torre Boldone-Gorle                                                          | Declassata a strada comunale. Il tratto attuale denominato SP 37 si snoda interamente in territorio di Gorle.  |
|                    | attraversamento urbano di Ranzanico                                          | Tratto nel comune di Ranzanico (11+411–12+384) sostituito dalla più scorrevole SP 40 var                       |
|                    | ???-???                                                                      | ??? |
|                    | attraversamento urbano di Casnigo                                            | Tratto nel comune di Casnigo (1+260–2+000) sostituito dalla più scorrevole SP 45 var                           |
| della Val Borlezza | Clusone-Lovere                                                               | Riclassificata nel 2021 come SS671dir                                                                          |
|                    | Clusone-Dezzo di Scalve (Azzone)                                             | Riclassificata come SS 671 nel 1995                                                                            |
|                    | Songavazzo-Cerete                                                            | Declassata a strada comunale                                                                                   |
|                    | Seriate-Costa di Mezzate                                                     | Tratto declassato a strada comunale                                                                            |
|                    | Torre de' Roveri-Trescore Balneario                                          | Tratto declassato a strada comunale                                                                            |
|                    | Seriate-Albano Sant'Alessandro                                               | Tratto declassato a strada comunale                                                                            |
|                    | San Paolo d'Argon-SP 65                                                      | Declassata a strada comunale                                                                                   |
| dir                | SP 71-SS 42                                                                  | Declassata a strada comunale                                                                                   |
|                    | SS 42-Entratico                                                              | Declassata a strada comunale                                                                                   |
|                    | SS 42-Berzo San Fermo                                                        | Declassata a strada comunale                                                                                   |
|                    | SS 42-Vigano San Martino                                                     | Declassata a strada comunale                                                                                   |
|                    | Gandosso-Grumello del Monte                                                  | Tratto declassato a strada comunale                                                                            |
|                    | A4-Confine con prov. BS a Palazzolo sull'Oglio                               | Tratto declassato a strada comunale                                                                            |
|                    | SP 85 dir-Confine con prov. BS a Palazzolo sull'Oglio                        | Tratto declassato a strada comunale                                                                            |
|                    | Telgate-Confine con prov. BS a Palazzolo sull'Oglio                          | Declassata a strada comunale                                                                                   |
|                    | Bolgare-Grumello del Monte                                                   | In parte declassata a strada comunale, in parte riclassificata come SP 87 var                                  |
|                    | SP 91-Bolgare                                                                | Declassata a strada comunale                                                                                   |
| bis                | SP 89-Costa di Mezzate                                                       | Declassata a strada comunale                                                                                   |
|                    | Albano Sant'Alessandro-Castelli Calepio                                      | Tratto declassato a strada comunale, con l'eccezione di 440 metri tra i comuni di Montello e Gorlago           |
|                    | attraversamento urbano di Bagnatica                                          | Tratto declassato a strada comunale (0+000–0+750)                                                              |
|                    | SS 498-Calcinate                                                             | Declassata a strada comunale                                                                                   |
|                    | Telgate-Palosco                                                              | Declassata a strada comunale, con l'eccezione di un tratto riclassificato come SP 186 Paloscana                |
|                    | ???-???                                                                      | ??? |
|                    | Canzona-Ghisalba                                                             | Declassata a strada comunale                                                                                   |
|                    | Ghisalba-Mornico al Serio                                                    | Declassata a strada comunale                                                                                   |
|                    | Mornico al Serio-Palosco/Cividate-Calcio                                     | Tratti riclassificati come SP 98 var                                                                           |
|                    | Calcinate-Cortenuova                                                         | Tratto declassato a strada comunale                                                                            |
|                    | Covo-Fontanella                                                              | Declassata a strada comunale                                                                                   |
|                    | Torre Pallavicina-Confine con prov. CR presso Villanuova (Torre Pallavicina) | Declassata a strada comunale                                                                                   |
|                    | ???-???                                                                      | ??? |
|                    | ???-???                                                                      | ??? |
|                    | ???-???                                                                      | ??? |
|                    | ???-???                                                                      | ??? |
|                    | ???-???                                                                      | ??? |
|                    | ???-???                                                                      | ??? |
|                    | ???-???                                                                      | ??? |
|                    | Stezzano-Azzano San Paolo                                                    | Tratto declassato a strada comunale                                                                            |
|                    | Grassobbio-Muratella (Cologno al Serio)                                      | Tratto declassato a strada comunale                                                                            |
|                    | Stezzano-Zanica                                                              | Declassata a strada comunale                                                                                   |
|                    | attraversamento urbano di Stezzano                                           | Tratto declassato a strada comunale                                                                            |
|                    | Grassobbio-Comun Nuovo                                                       | Tratto declassato a strada comunale                                                                            |
|                    | Arcene-Cologno al Serio                                                      | Declassata a strada comunale                                                                                   |
|                    | Urgnano-Brignano                                                             | Declassata a strada comunale                                                                                   |
|                    | Lurano-SP 124                                                                | Declassata a strada comunale                                                                                   |
|                    | Caravaggio-SS 591                                                            | Declassata a strada comunale                                                                                   |
|                    | Fornovo S. Giovanni-SS 11                                                    | Declassata a strada comunale                                                                                   |
|                    | ???-???                                                                      | ??? |
|                    | SS 11-Confine con prov. CR presso Sergnano                                   | Declassata a strada comunale                                                                                   |
|                    | Calvenzano-Arzago d'Adda                                                     | Declassata a strada comunale                                                                                   |
|                    | Urgnano-Brignano                                                             | Declassata a strada comunale                                                                                   |
|                    | Pontirolo Nuovo-Arcene                                                       | Declassata a strada comunale                                                                                   |
|                    | Brembate-Arcene                                                              | Declassata a strada comunale                                                                                   |
|                    | ???-???                                                                      | ??? |
|                    | Osio Sopra-Osio Sotto                                                        | Declassata a strada comunale                                                                                   |
|                    | Osio Sotto-Verdello                                                          | Declassata a strada comunale                                                                                   |
|                    | Osio Sotto-SS 42 presso Levate                                               | Declassata a strada comunale                                                                                   |
|                    | Dalmine-Verdello                                                             | Declassata a strada comunale                                                                                   |
|                    | Treviolo-Stezzano                                                            | Declassata a strada comunale                                                                                   |
|                    | ???-???                                                                      | ??? |
|                    | Bonate Sopra-Chignolo d'Isola                                                | Declassata a strada comunale                                                                                   |
|                    | Bonate Sopra-Terno d'Isola                                                   | Declassata a strada comunale                                                                                   |
|                    | ???-???                                                                      | ??? |
|                    | ???-???                                                                      | ??? |
|                    | SP 166-Sotto il Monte                                                        | Declassata a strada comunale                                                                                   |
|                    | Brembate di Sopra-SS 342                                                     | Declassata a strada comunale                                                                                   |
|                    | Cisano Bergamasco-SP 177                                                     | Declassata a strada comunale                                                                                   |
|                    | Calolziocorte-Carenno                                                        | Trasferita nel 1992 alla Provincia di Lecco                                                                    |
|                    | di Erve                                                                      | Trasferita nel 1992 alla Provincia di Lecco                                                                    |
|                    | ???-???                                                                      | ??? |